# Pentamethylcyclopentadieen
Pentamethylcyclopentadieen, als ligand vaak afgekort tot Cp*, is een cyclisch dieen met als brutoformule C10H16. Het is de uitgangsstof voor de ligand 1,2,3,4,5-pentamethylcyclopentadienyl, die vaak wordt weergegeven als Cp*. In tegenstelling tot de minder gesubstitueerde derivaten van cyclopentadieen dimeriseert pentamethylcyclopentadieen niet makkelijk.

## Synthese
Pentamethylcyclopentadieen is commercieel leverbaar. De eerste synthese ging uit van trans-2-methyl-2-butenal via 2,3,4,5-tetramethylcyclopent-2-enon. In een andere benadering werd gebruikgemaakt van de reactie tussen 2-butenyllithium en ethylacetaat, gevolgd door zuur gekatalyseerde dehydrocyclisatie.

## Pentamethylcyclopentadieen in de organometaalchemie
Pentamethylcyclopentadieen is een belangrijke uitgangsstof voor veel organometaalverbindingen die ontstaan als de vijfring via molecuulorbitalen aan een metaal bindt.

### Synthese van pentamethylcyclopentadieencomplexen
Een aantal representatieve reacties die tot pentamethylcyclopentadieencomplexen leiden staan hieronder weergegeven:
{\displaystyle \mathrm {C_{10}H_{16}\ +\ C_{4}H_{9}Li\longrightarrow \ C_{10}H_{15}Li\ +\ C_{4}H_{10}} }
{\displaystyle \mathrm {C_{10}H_{15}Li\ +\ TiCl_{4}\longrightarrow \ C_{10}H_{15}TiCl_{3}\ +\ LiCl} }
{\displaystyle \mathrm {2\ C_{10}H_{16}\ +\ 2\ Fe(CO)_{5}\longrightarrow \ [C_{10}H_{15}Fe(CO)_{2}]_{2}\ +\ H_{2}} }
Een klassieke, maar tegenwoordig zelden gebruikte, syntheseroute naar pentamethylcyclopentadieencomplexen maakt gebruik van hexamethyldewarbenzeen. Via deze route werden de via chloor gebrugde dimeren pentamethylcyclopentadienyliridiumdichloride-dimeer en pentamethylcyclopentadienylrutheniumdichloride gesynthetiseerd. Deze synthese maakt gebruik van de door waterstofhalogeniden gekatalyseerde omlegging van hexamethyldewarbenzeen tot een gesubstitueerd pentamethylcyclopentadieen, voorafgaand aan de reactie met de hydraten van iridium(III)- of rodium(III)chloride.

### Vergelijking tussen pentamethylcyclopentadieen en cyclopentadieen
De complexen van pentamethylcyclopentadienyl verschillen op diverse manieren van de meer traditionele derivaten van cyclopentadienyl. Pentamethylcyclopentadieen heeft een grotere elektronendichtheid en bindt daardoor sterker aan het metaal, of omgekeerd, laat minder makkelijk los. Een van de manieren waarop dat tot uiting komt is de grotere thermische stabiliteit van de pentamethylcyclopentadieencomplexen. De grote, veel ruimte kostende pentamethylcyclopentadieenligand maakt het mogelijk complexen te isoleren met heel gevoelige liganden. Het vormen van polymere structuren wordt door de grote substituent onderdrukt. Het alifatische karakter van de ligand maakt de complexen goed oplosbaar in apolaire oplosmiddelen.